# Naves (Llanes)
Naves ist eine von 28 Parroquias in der Gemeinde Llanes der autonomen Region Asturien in Spanien.

## Geographie
Naves ist eine Parroquia mit 178 Einwohnern (2011) und einer Grundfläche von 6,99 km². Es liegt auf 31 m Höhe über dem Meeresspiegel. Der Llanu Santana ist mit 211 m die höchste Stelle der Parroquia.

### Gewässer in der Parroquia
Die Parroquia liegt nur wenige 100 Meter von der Kantabrischen See entfernt. Die Strände San Antolín und Gulpiyuri sind typisch für ganz Asturien.

### Verkehrsanbindung
Nächste Flugplätze sind Oviedo und Santander. Die FEVE hat mehrere Haltestellen im Parroquia.

### Am Jakobsweg
Die Kirche San Antolin ist eine Station am Jakobsweg, dem Camino de la Costa.

## Wirtschaft
Fischfang und Landwirtschaft prägt seit alters her die Region. Durch die Bergwelt und das nahe Meer ist die Region ein Touristenziel geworden, was die Wirtschaft deutlich fördert.

## Klima
Angenehm milde Sommer mit ebenfalls milden, selten strengen Wintern. In den Hochlagen können die Winter durchaus streng werden.

## Sehenswertes
- Kloster San Antolín de Bedón
- Pfarrkirche San Antolin

## Feste und Feiern
- San Antolín – 1. – 2. September
- Santa Ana – 26. Juli

## Dörfer und Weiler in der Parroquia
El Requexu, El Ríu Montés, Iyán, L'Oteru, La Bolera, La Bolerina, La Calle, La Flor, La Ḥondera, La Pedrera, La Pica, La Pola, La Vega, Marrón, Samartín, San Vicenti und Santana.